# Dawid z Garedży
Dawid z Garedży (ur. w I połowie VI w., zm. w II poł. VI w.) – święty mnich chrześcijański.
Według hagiografii pochodził z Syrii. W młodości dołączył do klasztoru założonego przez mnicha Jana i razem z nim opuścił pustynię w Syrii jako jeden z dwunastu wybranych uczniów. Razem z innymi mnichami ze wspólnoty kierowanej przez Jana żył następnie na górze Zaden (późniejsza Zedazeni) i był uznawany przez miejscową ludność za świętego ascetę i cudotwórcę. Następnie na polecenie Jana opuścił górę, by razem z mnichami Tadeuszem, Szio, Pirosem, Michałem i Izydorem udać się do Kartlii, gdzie działał już inny uczeń Jana – biskup Ise z Cilkani. Następnie postanowił razem ze swoim uczniem Lucjanem podjąć działalność misyjną w Tbilisi.
Mnisi zamieszkali w pieczarze na wzgórzu położonym poza Tbilisi. W czwartki opuszczali je, by głosić chrześcijaństwo w mieście, w pozostałe dni modlili się za jego mieszkańców. Szybko zyskali znaczny autorytet w miejscowej społeczności, co niepokoiło żyjących w Tbilisi Persów. Według hagiografii postanowili oni oskarżyć mnicha Dawida o cudzołóstwo, by go zdyskredytować; za ich namową miejscowa prostytutka oświadczyła, że jest z duchownym w ciąży. Jednak znajdujący się w jej ciele płód głośno oznajmił, kto jest jego prawdziwym ojcem. Wzburzeni świadkowie tej sceny zlinczowali kobietę, czemu bezskutecznie sprzeciwiał się mnich. Postanowił wówczas opuścić Tbilisi i udać się razem z Lucjanem w pustynne rejony na wschód od miasta. Tam też zamieszkali na stałe. Z czasem zebrała się wokół nich grupa naśladowców; tak powstał monaster nazwany później Dawid Garedża, który z czasem przekształcił się w grupę dwunastu autonomicznych klasztorów tworzących społeczność mnichów zorganizowaną podobnie, jak powstała później wspólnota monastyczna na górze Athos.
Po pewnym czasie Dawid postanowił opuścić monaster i udać się na pielgrzymkę do Jerozolimy. Po dotarciu do Palestyny wszedł jednak jedynie na jedno z otaczających miasto wzgórz, nie przekroczył zaś jego bram, uznając, iż jest zbyt wielkim grzesznikiem. Odmówił również spotkania z patriarchą jerozolimskim Eliaszem. Z Ziemi Świętej zabrał kamień, który w Gruzji zasłynął następnie jako cudotwórczy. Wrócił do monasteru i przebywał w nim do końca życia. Zmarł w II poł. VI w. i został pochowany w klasztorze. Prawosławna hagiografia nazywa go „założycielem Gruzińskiej Tebaidy” i zalicza do patronów Gruzji.